# Rhadinella hempsteadae
Rhadinella hempsteadae — вид змій родини полозових (Colubridae). Ендемік Гватемали.

## Поширення і екологія
Rhadinella hempsteadae відомі з двох місцевостей, розташованих в горах Сьєрра-де-лас-Мінас в департаменті Альта-Верапас. Вони живуть в гірських сосново-дубових лісах та у вологих тропічних лісах. Зустрічаються на висоті від 1200 до 3000 м над рівнем моря.

## Збереження
МСОП класифікує цей вид як такий, що перебуває під загрозою зникнення. Rhadinella hempsteadae загрожує знищення природного середовища.